# Адаку Нванду
Адаку Нкем Нванду (енгл. Adaku Nkem Nwandu; Пекинг, 29. септембар 2007), нигеријска је пливачица, учесница олимпијских игара и вишеструка национална рекордерка и првакиња, чија ужа специјалности су спринтерске трке слободним и делфин стилом.

## Спортска каријера
Адаку је рођена у Пекингу 29. септембра 2007, у мешовитој нигеријско-кинеској породици. Доста рано је почела са такмичарским пливањем, наступајући за пливачку екипу своје школе на разним јуниорским такмичењима по Кини. По завршетку основне школе одлази у Сингапур где наставља даље школовање, односно пливачку каријеру. 
На међународној пливачкој сцени је дебитовала у Фукуоки 2023. на светском првенству за сениоре, да би нешто касније исте године пливала и на Јуниорском првенству света у Нетанији. 
На светском првенству у Дохи 2024. такмичила се у две дисциплине — трку на 50 делфин је завршила на 38, а ону на 100 слободно на 44. месту. 
Захваљујући специјалној позивници дебитовала је на Олимпијским играма у Паризу 2024. године. У Паризу је пливала у квалификацијама трке на 50 метара слободним стилом. Наступила је у шестој квалификационој групи где је пливала у стази 1, и са временом од 26.62 секунди заузела је друго место у својој квалификационој групи, односно укупно 34. место у конкуренцији 79 такмичарки.